# Терновая одноточечная лептура
Терновая одноточечная лептура (лат. Vadonia unipunctata)  — вид жесткокрылых из семейства усачей.

## Описание
Жук длиной от 8 до 18 мм. Задние бёдра снаружи только с лежачими волосками. Переднеспинка грубо и густо пунктирована. Задние голени самца с двумя шипами.

## Экология
Водится в степях и лесостепях.

## Подвиды
- Vadonia unipunctata dalmatina Müller, 1906
- Vadonia unipunctata makedonica Holzschuh, 1989
- Vadonia unipunctata occidentalis Daniel, 1891
- Vadonia unipunctata ohridensis Holzschuh, 1989
- Vadonia unipunctata syricola Holzschuh, 1993
- Vadonia unipunctata unipunctata (Fabricius, 1787)